# Midway (film 2019)
Midway – amerykański film wojenny z 2019 roku w reżyserii Rolanda Emmericha, oparty na historiach ataku na Pearl Harbor i późniejszej bitwy pod Midway podczas II wojny światowej.

## Obsada
- Ed Skrein jako kapitan marynarki Richard "Dick" Best
- Patrick Wilson jako komandor podporucznik Edwin Layton
- Luke Evans jako komandor podporucznik Wade McClusky
- Aaron Eckhart jako podpułkownik Jimmy Doolittle
- Nick Jonas jako Bruno Gaido
- Etsushi Toyokawa jako admirał Isoroku Yamamoto
- Tadanobu Asano jako wiceadmirał Tamon Yamaguchi
- Darren Criss jako komandor podporucznik Eugene Lindsey
- Mandy Moore jako Ann Best
- Dennis Quaid jako wiceadmirał William „Byk” Halsey
- Woody Harrelson jako admirał Chester W. Nimitz